# لاک‌پشت گالاپاگوس
لاک‌پشت گالاپاگوس یا لاک‌پشت غول‌پیکر گالاپاگوس (به انگلیسی: The Galápagos tortoise) بزرگترین گونه زنده تیره سنگ‌پشت و دهمین جانور سنگین جهان با وزنی معادل ۴۰۰ کیلوگرم و طول بیش از ۱.۸ متر هستند. و در ۷ جزیره از مجمع‌الجزایر گالاپاگوس زندگی می‌کنند.
مطالعات ژنتیکی نشان می دهد که نزدیک ترین خویشاوند ژنتیکی لاکپشت‌های گالاپاگوس، لاکپشت چاکو است که در آرژانتین و پاراگوئه پراکندگی دارد و در حدود ۵ میلیون سال پیش از هم جدا شده‌اند.
با وجودی که لاکپشت‌های خشکی‌زی شناگران خوبی نیستند، اما از آنجا که روی آب شناور می‌مانند و می‌ توانند ماه ها بدون غذا زنده بمانند، احتمالاً ماده‌ای که حامل تخم بوده یا جفت لاکپشت در دریا افتاده و در جریان دریایی آب سرد هامبولت گیر افتاده‌اند و آب آنها را چند ماه بعد به اولین جزایر آتشفشانی سر برآورده از دریا که جزیره سانتاکروز یا اسپانیولا بوده رسانده است و به این شکل این این گونه توانسته‌اند بقاء پیدا کنند.
لاکپشت‌های غول پیکر گالاپاگوس بزرگترین لاکپشت های خشکی‌زی کره زمین محسوب می شوند و در طبیعت بیش از ۱۰۰ سال و در اسارت تا ۱۷۰ سال عمر میکنند. در قرن ۱۶ تا ۱۹ میلادی تعداد زیادی از آنها برای مصرف گوشت، روغن و نیز تخریب زیستگاه از بین رفتند و در سال ۱۹۷۰ تخمین زده میشد که تنها ۳۰۰۰ فرد از جمعیت آنها باقی مانده باشد. از پانزده زیر گونه این لاکپشت ها ده زیر گونه در طبیعت باقیمانده اند و یک زیرگونه هم تنها یک نر به نام جرج از آن باقیمانده بود در سال ۲۰۱۲ بدون اینکه فرزندانی از خود برجای بگذارد مرد. در حال حاضر این لاکپشت ها به شدت تحت حفاظت هستند و در رده در خطر انقراض IUCN قرار دارند.
در حال حاضر در جزایر اصلی گالاپاگوس سایت هایی برای تکثیر در اسارت آنها وجود دارد که تخم های لاکپشت ها را در انکیباتور تفریخ می کنند و سپس بچه لاکپشت‌ها را تا چهارسالگی نگهداری و در نهایت در زیستگاه های اصلی‌شان رهاسازی می‌کنند. اکنون جمعیتی بالغ بر ۱۹۰۰۰ لاکپشت غول پیکر گالاپاگوس در این مجمع الجزایر زیست می‌کنند.

## نگارخانه

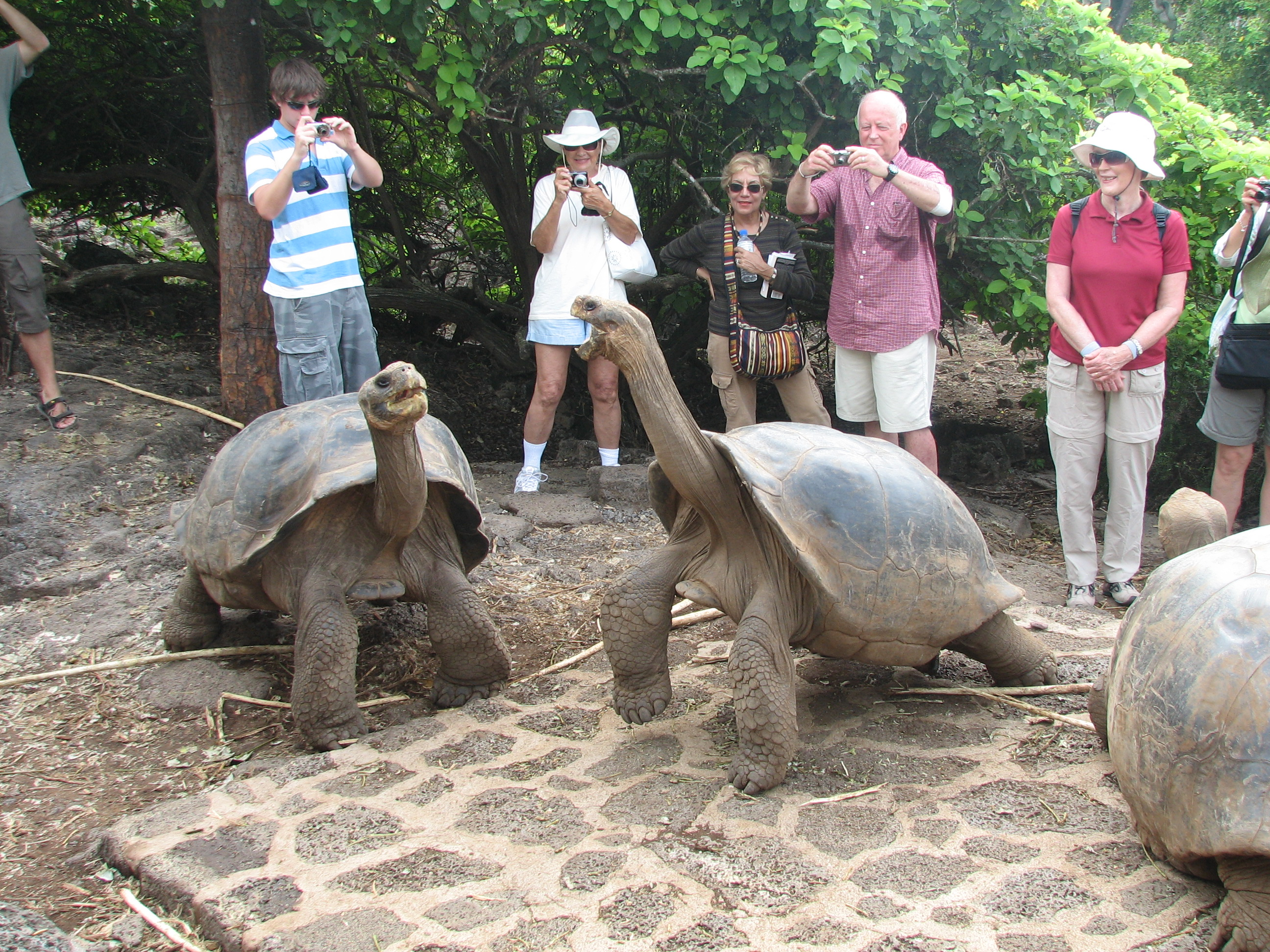
بازدیدکنندگان در مرکز تحقیقات چارلز داروین.

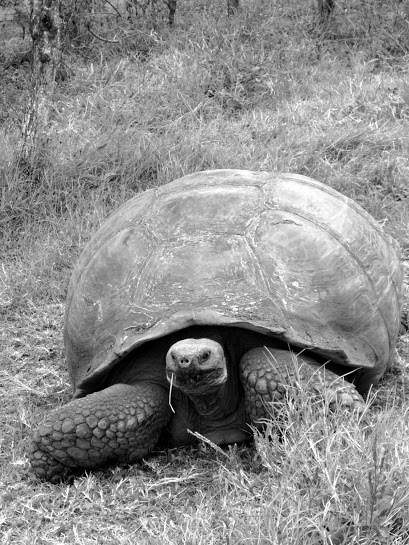
لاک‌پشت گالاپاگوس

## کشف آخرین گونه
کارشناسان حیات وحش گمان می‌کردند که یک زیرگونه از لاک‌پشت غول‌پیکر با نام علمی chelonoidis phantasticus بیش از یک قرن پیش از بین رفته است.
این‌ زیرگونه بیشتر با نام "لاک‌پشت فوق غول‌پیکر" شناخته می‌شود و بومی جزیره "فرناندینا" در مجمع‌الجزایر گالاپاگوس است. آخرین نوع از این زیرگونه در سال ۱۹۰۶ پیدا شده بود. تا اینکه در سال ۲۰۱۹، محققان دانشگاه پرینستون از پیدا شدن یک لاک‌پشت ماده خبر دادند که احتمال داده می‌شد از همین زیرگونه باشد. این محققان بالاخره هفته گذشته توانستند ثابت کنند که این دو نمونه به هم مرتبط هستند.

## جستار های وابسته
- لاکپشت
- لاکپشت ماتاماتا